# DVD+RW Alliance
Die DVD+RW Alliance ist ein Industriekonsortium, welches preisgünstige Alternativen zu den damals noch recht teuren beschreibbaren DVD-Formaten DVD-R und DVD-RW des DVD Forum anbieten wollte und deshalb die Alternativformate DVD+R und DVD+RW entwickelte und promotet. Die zwei Alternativformate DVD+R und DVD+RW werden auch als Plus-Formate bezeichnet.

## Bedeutung
Mittlerweile hat sich eine Preisanpassung vollzogen, die allermeisten Hersteller bieten sowohl Medien des Typs DVD-R(W) wie auch DVD+R(W) zum gleichen Preis an. Die beiden Formate teilen sich den Markt der beschreibbaren DVDs, ohne dass ein eindeutiger Favorit zu erkennen wäre. Für den Konsumenten ist die Unterscheidung zwischen den Minus- oder Plusformaten meistens unerheblich, weil moderne DVD-Geräte beide DVD-Varianten lesen und nur sehr wenige Geräte ausschließlich DVD-R(W) beschreiben können. Auch bezüglich der Lizenzierungskosten für die Hersteller zur Nutzung der verschiedenen DVD-Standards kam es durch die Alternativformate zu angemesseneren Lizenzierungsbedingungen.
Im Gegensatz zum DVD Forum entwickelt die DVD+RW Alliance keine eigenen DVD-Nachfolger, so dass diese Organisation in den nächsten Jahren drastisch an Bedeutung verlieren wird.

## Mitglieder
Die DVD+RW Alliance besteht aus den folgenden führenden Mitgliedern:
- Dell
- HP
- Mitsubishi Chemical
- Philips Electronics
- Ricoh
- Sony
- Thomson
- Yamaha

Daneben gibt es über hundert unterstützende Mitglieder wie etwa Softwarehersteller.

## Organisation
Die DVD+RW Alliance besteht aus zwei Unterorganisationen:
- Die DVD+RW Compatibility and Convergence Group (DCCG) und
- die DVD+RW Products Promotion Group (DPPG)

Für die DPPG und DCCG gibt es jeweils einen Vorstand und Unterorganisationen für bestimmte Kontinente wie etwa USA und Europa.